# Maaparankoe Mahao
Maaparankoe Mahao (* 27. Januar 1968 in Thaba-Tseka; † 25. Juni 2015 bei Mokema, Maseru-Distrikt) war ein lesothischer General. Seine Ernennung als Kommandeur der Lesotho Defence Force (LDF) im Jahr 2014 führte zu einem Putschversuch seines Vorgängers, Kennedy Tlali Kamoli. Nach Kamolis Rückkehr ins Amt wurde Mahao von Soldaten ermordet.

## Leben
Mahao wurde als sechstes von sieben Kindern geboren. Sein Vater arbeitete als Hausangestellter und war sozialistisch eingestellt. Maaparankoe Mahao besuchte ab 1976 die Mokema Primary School und ab 1982 die St. Joseph’s High School in Maseru. Er wurde Mitglied der Lesotho Patriotic Youth Organisation (LPYO), die gegen die damalige Militärregierung eintrat. An der National University of Lesotho erreichte er 1992 einen Bachelor of Law und 1994 einen LL.B. Er war dort Präsident des Committee for Action and Solidarity for Southern African Students (CASSAS) und Chairman des Students’ Representative Council (SRC). Er war Mitbegründer der Lesotho Youth Federation und gehörte 1990/1991 zu den Gründern der Popular Front for Democracy (PFD), der er bis zu ihrem Rechtsruck 2014 angehörte.

### Beitritt zur LDF
Mahao trat 1996 der Lesotho Defence Force als Jurist bei. Seine Aufgabe war die Professionalisierung der Streitkräfte. 1998 wurde er Captain. Im selben Jahr heiratete er ’Mamphanya Mahao, mit der er drei Söhne hatte. 2002 bis 2007 war er Kommandeur der Special Forces und zeichnete sich unter anderem bei der Evakuierung der Nationalversammlung nach Angriffen aus. Er wurde zum Brigadier befördert und erhielt das Amt des Militärattachés an der lesothischen Botschaft in Addis Abeba. 2012 erreichte er an der Universität Addis Abeba einen Master of Peace Studies and Security in Africa.
2008 wurde er am Hauptsitz der Southern African Development Community (SADC) in Gaborone Chief of Staff für die Planungsabteilung der SADC. 2014 sollte er sich vor einem Militärgericht wegen „Disziplinlosigkeit und für einen Offizier unwürdigenden Verhaltens“ verantworten.

### Ereignisse ab dem 29. August 2014
Am 29. August 2014 wurde Mahao von Premierminister Tom Thabane mit Billigung durch König Letsie III. anstelle Kamolis im Range eines Lieutenant General zum Kommandeur der LDF befördert. Kamoli akzeptierte seine Entlassung jedoch nicht und versuchte einen Putsch. Kamoli-treue Soldaten überfielen jedoch mehrere Polizeistationen sowie die Wohnungen hochrangiger Regierungspolitiker, die daraufhin nach Südafrika flohen. Auch Mahaos Haus in Koalabata wurde angegriffen, Mahao war aber ebenfalls geflohen; nur Mahaos Hund wurde erschossen.
Mahao konnte auch nach seiner Rückkehr aufgrund der angespannten Lage die Kasernen nicht betreten, so dass er sein Amt faktisch nicht antreten konnte, während Kamoli Teile der Armee unter seiner Kontrolle hatte. Es kam zu Verhandlungen auf SADC-Ebene, bei denen Neuwahlen im Februar 2015 beschlossen wurden. Um die Lage zu befrieden, mussten Kamoli und Mahao sowie der Polizeikommandeur vertragsgemäß das Land bis nach den Wahlen verlassen.
Die Wahlen endeten mit einem knappen Wahlsieg der Thabane-Gegner unter Bethuel Pakalitha Mosisili. Mahao erhielt im April einen Brief der neuen Regierung, der seine Ernennung im August für null und nichtig erklärte und ihn in den Rang eines Brigadiers zurückstufte. Stattdessen wurde Kamoli rückwirkend zum 30. August 2014 wieder in sein Amt als Kommandeur eingesetzt. Mahao versuchte, vor Gericht gegen seine Degradierung vorzugehen.

### Mordanschlag auf Mahao und seine Folgen
Am 25. Juni 2015 verließ Mahao mit zwei Neffen seine Farm in Mokema. Sein Auto wurde von drei Militärfahrzeugen eingekeilt, Soldaten schossen mit AK-47-Gewehren auf ihn, zogen ihn blutend in ein Militärfahrzeug und fuhren mit ihm davon. Die Neffen wurden erst festgesetzt und später freigelassen, so dass sie den Anschlag detailliert beschreiben konnten. Der Todeszeitpunkt Mahaos blieb unklar. Das Verteidigungsministerium behauptete später, Mahao hätte wegen eines Putschversuchs verhaftet werden sollen, hätte sich aber widersetzt und wäre daher erschossen worden.
UN-Generalsekretär Ban Ki-moon verurteilte am 26. Juni den Anschlag auf Mahao und verlangte rückhaltlose Aufklärung. Der südafrikanische Vizepräsident Cyril Ramaphosa reiste nach dem Anschlag nach Lesotho und suchte auch die Familie Mahaos auf. Die SADC beschloss die Einrichtung einer Untersuchungskommission unter Leitung des botswanischen Richters am High Court, Mpathi Phumaphi (siehe auch Phumaphi-Kommission). Zwei im SADC-Auftrag arbeitende südafrikanische Mediziner und ein von der Familie Mahaos bestellter Arzt führten eine Obduktion durch. Demnach wurden Mahao elf Schusswunden mit automatischen Waffen zugefügt.
Angestellte der National University of Lesotho streikten nach Mahaos Tod aus Solidarität zu ihm. Mahao wurde am 11. Juli in Mokema beerdigt. Tausende nahmen an der Zeremonie teil. Für den 13. und 14. Juli riefen die Oppositionsparteien zum Generalstreik auf, der teilweise befolgt wurde.
Die Phumaphi-Kommission befragte unter anderem drei im Exil lebenden Oppositionspolitiker in Südafrika. Im November lag der Abschlussbericht der Kommission vor. Die lesothische Regierung verweigerte jedoch die Annahme und damit die Veröffentlichung, da sie die Befragung von Zeugen außerhalb der Landesgrenzen als Rechtsbruch sah. Im Februar 2016 wurde der Bericht dennoch veröffentlicht, nachdem Lesotho der Ausschluss aus der SADC angedroht worden war. In dem Bericht wurde die Absetzung Kamolis verlangt, er blieb jedoch bis Ende November 2016 im Amt.
Im Januar 2017 beklagte die Familie Mahaos gegenüber der SADC die schleppenden Ermittlungen. Stattdessen hatte die Regierung im November 2016 ein Amnestiegesetz in der Nationalversammlung vorgelegt (Amnesty Bill, 2016), das Straffreiheit für alle zwischen 2007 und 2015 begangenen Verbrechen von Angehörigen der Sicherheitskräfte gewähren sollte. Die Regierung Mosisili wurde im Juni 2017 abgewählt. Zwei der maßgeblich an Mahaos Tod beteiligten Offiziere erschossen am 5. September 2017 Kamolis Nachfolger Motšomotšo, bevor sie selbst erschossen wurden. Acht weitere verdächtige Soldaten wurden am 1. Dezember 2017 verhaftet.
Der Prozess gegen acht Verdächtige begann am 2. Mai 2019. Vorsitzender Richter ist Charles Hungwe aus Simbabwe.

## Sonstiges
Maaparankoe Mahaos Bruder Nqosa Mahao war von 2014 bis 2019 der Vizekanzler der National University of Lesotho und ist seit 2019 stellvertretender Vorsitzender der regierenden All Basotho Convention.